# Flejmrobin
Flejmrobin je administratorska alatka za bazu podataka Fajerberd.
Cilj projekta je da se stvori jednostavna, višeplatformska alatka zasnovana isključivo na softveru otvorenog koda.
Flejmrobin je dostupan za Windows, Mac OS X, FreeBSD, Solaris i za većinu linuksovih platformi (Mandriva, Debijan, Ubuntu, Fedora, Džentu, OpenSuse).

## Spoljašnje veze
- Zvanična stranica